# Fony
Fony község Borsod-Abaúj-Zemplén vármegye Gönci járásában.

## Fekvése
A Zempléni-hegység nyugati részén fekszik, a megyeszékhelytől, Miskolctól közúton mintegy 65 kilométerre északkeletre. A hegység több, 700 métert meghaladó magasságú hegye is a határai között emelkedik, ilyen például a 750 méteres Szár-kő, a 755 méter magas Borsó-hegy vagy a 783 méterig emelkedő Gergely-hegy.
A közvetlen szomszédos települések: észak felől Gönc és Telkibánya, északkelet felől Regéc, kelet felől Mogyoróska, délkelet felől Baskó, dél felől Arka, délnyugat felől Korlát, nyugat felől Vizsoly és Vilmány, északnyugat felől pedig Hejce és Göncruszka. Korlát 3, Mogyoróska 4, Vilmány 5, Regéc pedig 6 kilométerre található. A legközelebbi városok a 17 kilométerre fekvő Abaújszántó és a 20 kilométerre fekvő Encs.

### Megközelítése
Közúton három irányból közelíthető meg: Vilmány és Regéc felől egyaránt a 3716-os, Hernádcéce-Korlát felől pedig a 3715-ös úton.
Vasútvonal nem érinti ugyan, de a nyugati határszélétől kevesebb, mint egy kilométerre húzódik a Szerencs–Hidasnémeti-vasútvonal, sőt elérhető közelségben húzódik (a Hernád túlsó partján) a Felsőzsolca–Hidasnémeti-vasútvonal is, így a közelében több vasúti csatlakozási lehetőség is kínálkozik. Ezek az alábbiak:
- a szerencsi vonal Fony megállóhelye a központjától alig 4 kilométerre nyugatra helyezkedik el, Vilmány határai között, a 3716-os út vasúti keresztezésénél,
- Korlát-Vizsoly megállóhely nagyjából 6 kilométerre délnyugatra található, Vizsoly területén, a 3715-ös út vasúti keresztezésénél; ez elérhető a faluból Volánbusszal is;
- a miskolci vonal Novajidrány vasútállomása körülbelül 15 kilométerre van Fonytól.

## Története
Fony és környéke már ősidők óta lakott hely volt. A község területén nagyszámú kőkori leletet találtak, s a település nagy része kőkori telepre épült.
Fony (Tímár) az Árpád-korban már lakott hely volt. Nevét az oklevelek 1219-ben említették először Fon néven a pataki ispán által fonyi emberek ügyében való per kapcsán.
1269-ben Tymar Foon, 1297-ben Foon, 1330-ban Fony-nak írták.
A település nevében ekkor szereplő Tymar név arra utal, hogy a falu egyik részét királyi tímárok lakták. Ezt 1269-ben az ifjú király Csák nemzetséghez tartozó Zlauch fia Tamás özvegyének, Ágnesnek adta, de 1297-ben III. Endre, majd az országbíró is Zlauch fia Tamás leányának Katalinnak, s annak Miklós nevű fiának ítélte vissza a Csák nemzetségbeliekkel szemben.
A 14. század elejétől Fonyi Miklós fiainak birtoka volt. Fonyi Miklós fiai ekkor Száka (1322), Hernádnémeti (1325), a Gömörben lévő Hangony és Felfalu (1332), a Sárosban lévő Kurima (1327), Újfalu (1330) és Borsodban Noszkakeresztúr (1332) birtokosai is voltak.
1332-ben a pápai tizedjegyzék adatai szerint Fony település papja 15 garas pápai tizedet fizetett.
1910-es összeíráskor 820 lakosából 817 magyar volt, ebből 458 római katolikus, 64 görögkatolikus, 269 református volt.
Fony a 20. század elején Abaúj-Torna vármegye Gönczi járásához tartozott, ekkor 907 lakosa volt, 192 házban.
2006. január 19-én Fony északi külterületei között történt az a légikatasztrófa, amelyben egy szlovák katonai repülőgép zuhant le a Borsó-hegy oldalának csapódva, 42 ember halálát okozva. A tragédia helyszínéhez minden környező település közül Hejce volt a legközelebb (segítségnyújtásra is onnan volt leginkább lehetőség), így a szerencsétlenséget a híradások sokáig ahhoz a településhez kötötték; a később ugyanott létesített emlékhely azonban egyértelműen Fonyhoz tartozó területen helyezkedik el.

## Közélete

### Polgármesterei
- 1990–1994: Komjáthy István (független)[4]
- 1994–1998: Ivancsó János (független)[5]
- 1998–2002: Ivancsó János (független)[6]
- 2002–2006: Ivancsó János Sándor (független)[7]
- 2006–2010: Ivancsó János Sándor (független)[8]
- 2010–2014: Ivancsó János Sándor (független)[9]
- 2014–2019: Ivancsó János Sándor (független)[10]
- 2019–2024: Ivancsó János Sándor (független)[11]
- 2024– : Ivancsó János (független)[1]

## Népesség
A település népességének változása:
| Lakosok száma | 337  | 317  | 320  | 279  | 312  | 344  | 329  |
|               | 2013 | 2014 | 2015 | 2021 | 2022 | 2023 | 2024 |

Fony népessége 1870-ben még 1136 fő volt, ez a szám 1910. évre 820 főre csökkent le, ezt követően nökedés figyelhető meg, 1941-re 982 főre gyarapodott a népesség száma. 1960-ban 887 főre cökkent, 1980-ra 487 főre, majd 2001-re 414 főre csökkent a település lakossága. 
2001-ben a település lakosságának 83%-a magyar, 17%-a cigány nemzetiségűnek vallotta magát.
A 2011-es népszámlálás során a lakosok 90,3%-a magyarnak, 13,9% cigánynak, 1% szlováknak mondta magát (9,7% nem válaszolt; a kettős identitások miatt a végösszeg nagyobb lehet 100%-nál). A vallási megoszlás a következő volt: római katolikus 59%, református 13,5%, görögkatolikus 1,6%, evangélikus 1%, felekezeten kívüli 3,9% (20% nem válaszolt).
2022-ben a lakosság 87,5%-a vallotta magát magyarnak, 14,4% cigánynak, 0,6% szlováknak, 0,6% egyéb, nem hazai nemzetiségűnek (12,5% nem nyilatkozott; a kettős identitások miatt a végösszeg nagyobb lehet 100%-nál). Vallásuk szerint 23,1% volt római katolikus, 10,3% református, 1% görög katolikus, 1,3% egyéb keresztény, 3,5% felekezeten kívüli (60,6% nem válaszolt).

## Kultúra
- 1995: Fonyban az első Kertalja Nemzetközi Művésztelep a Patak Csoport bázisa.[16]
- 1996: Fonyban Gubis Mihály képzőművész elkészítette a Szék című 13 méteres faszobrát. Ennek hatására dolgozza ki 5+2-es Nemzetközi Szoborprogramját.
- 1997: Fonyban rendezte első alkalommal a Patak Csoporttal a 20×20-as Kisképek Nemzetközi Nomád Fesztiválját (tévéfelvétel).
- 1998: Második 20×20-as Fesztivál Fonyban.

## Itt születtek, itt éltek
- Kovásznai Péter (? 1617- Kolozsvár, 1673) - református püspök - egy ideig itt volt lelkész a faluban.

## Képgaléria

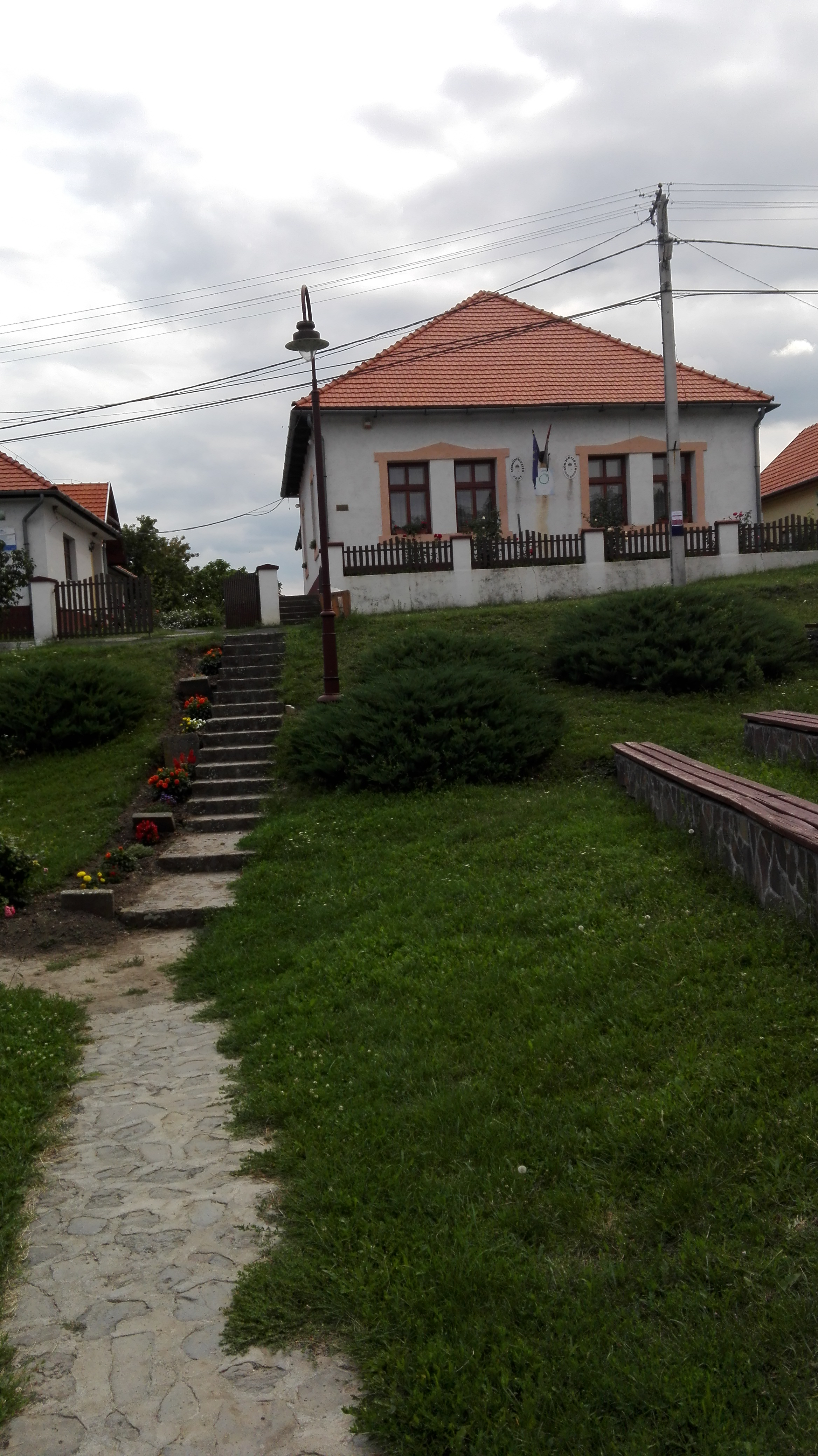
Községháza
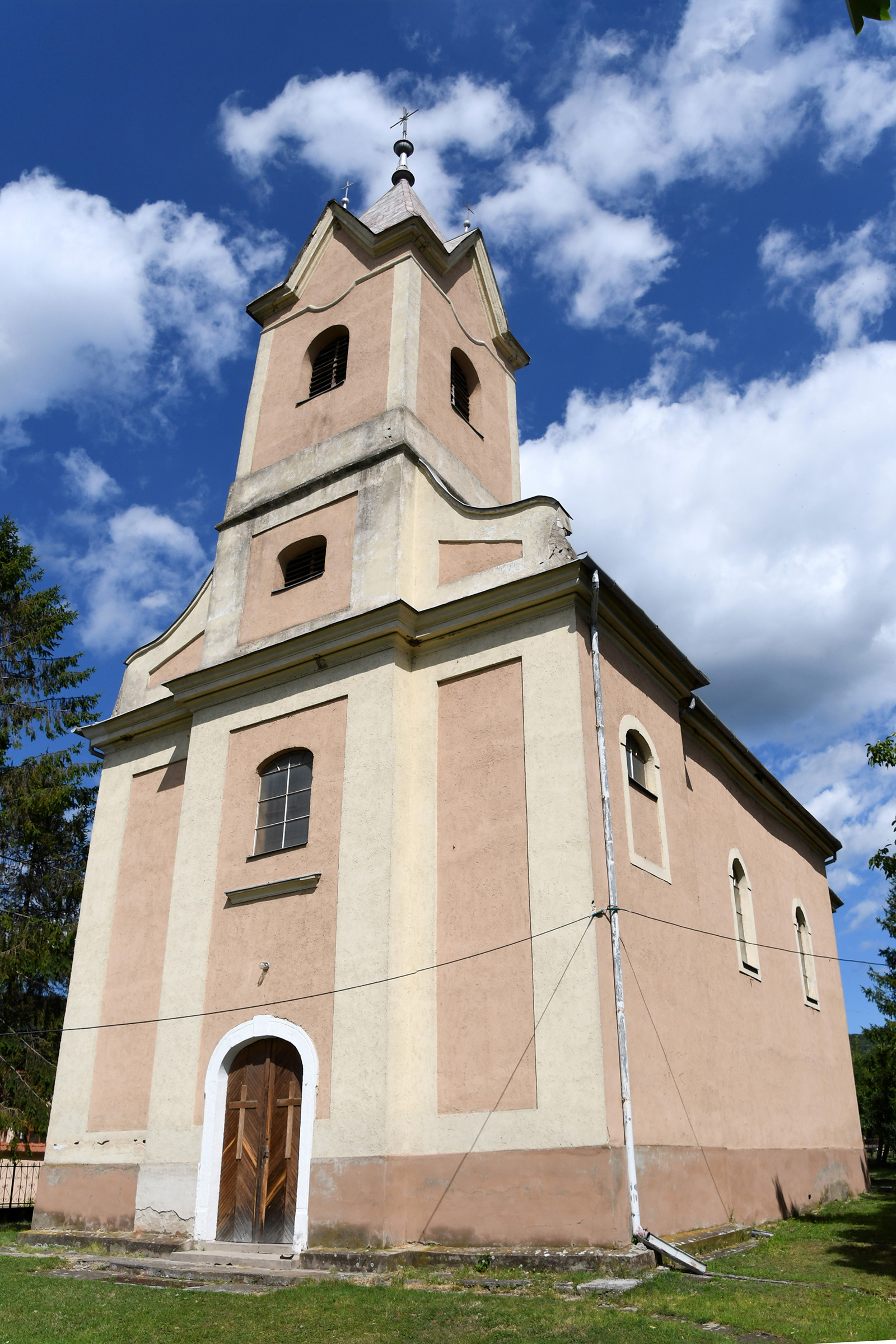
Római katolikus templom
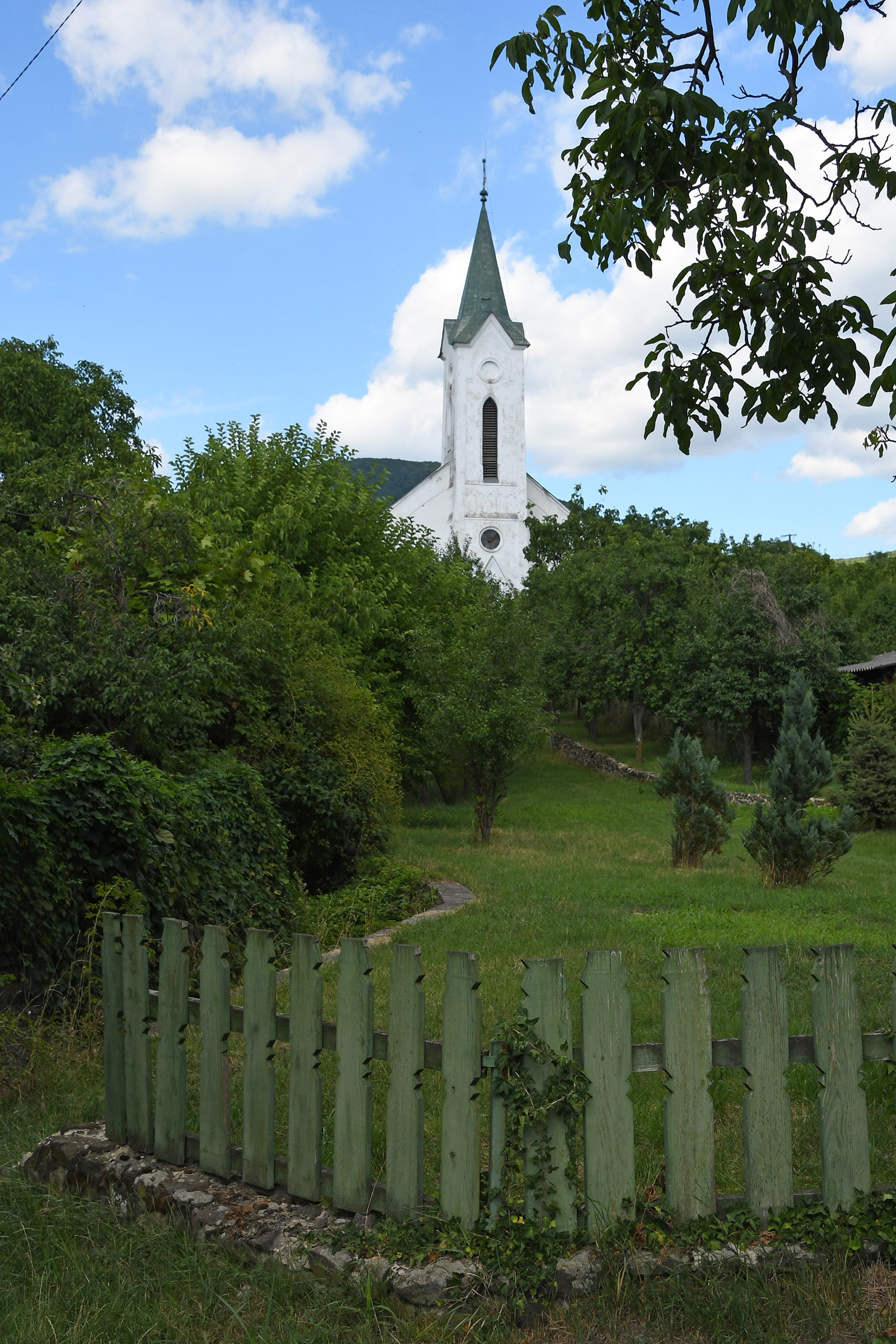
Református templom
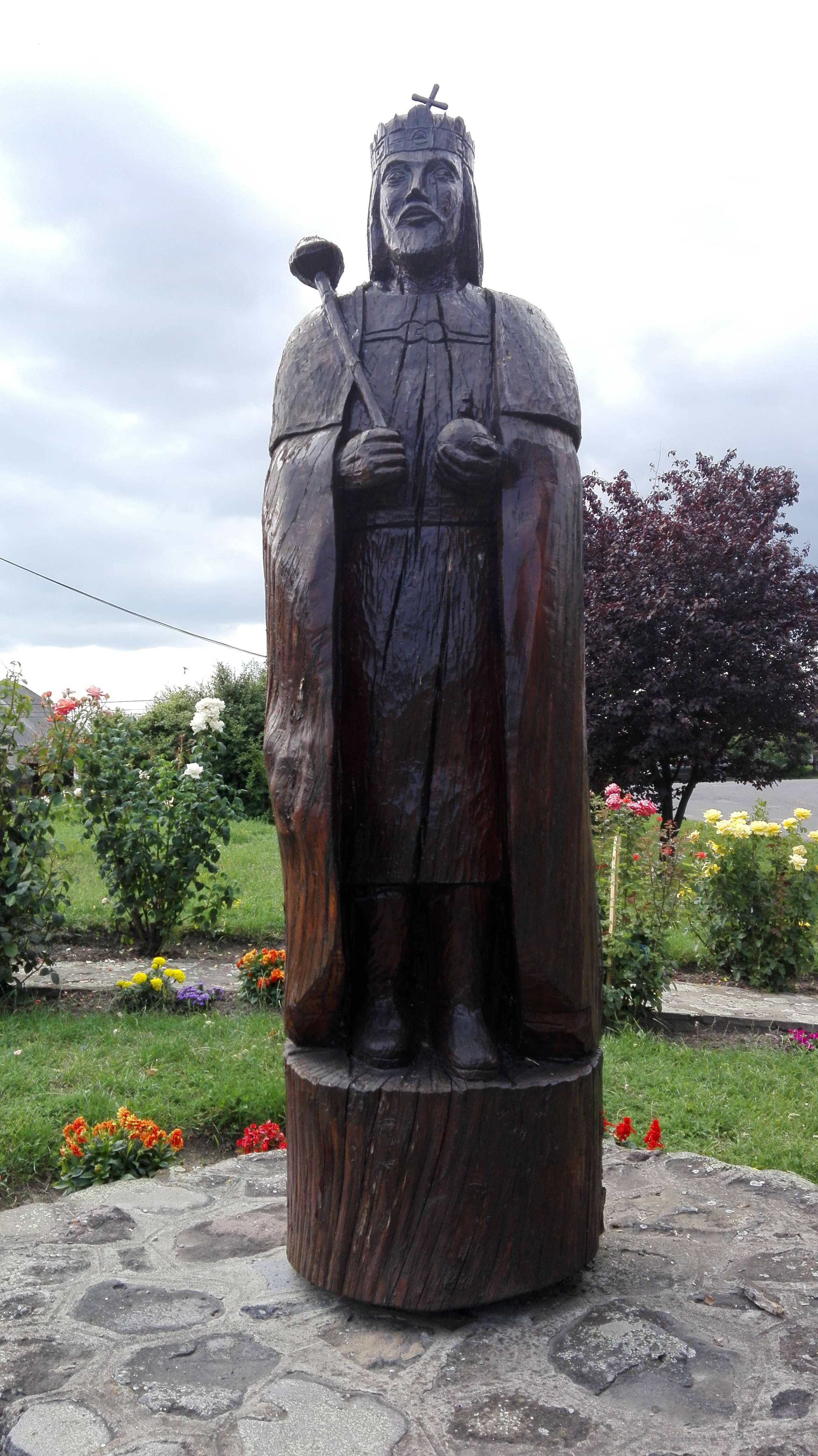
Szent István-szobor
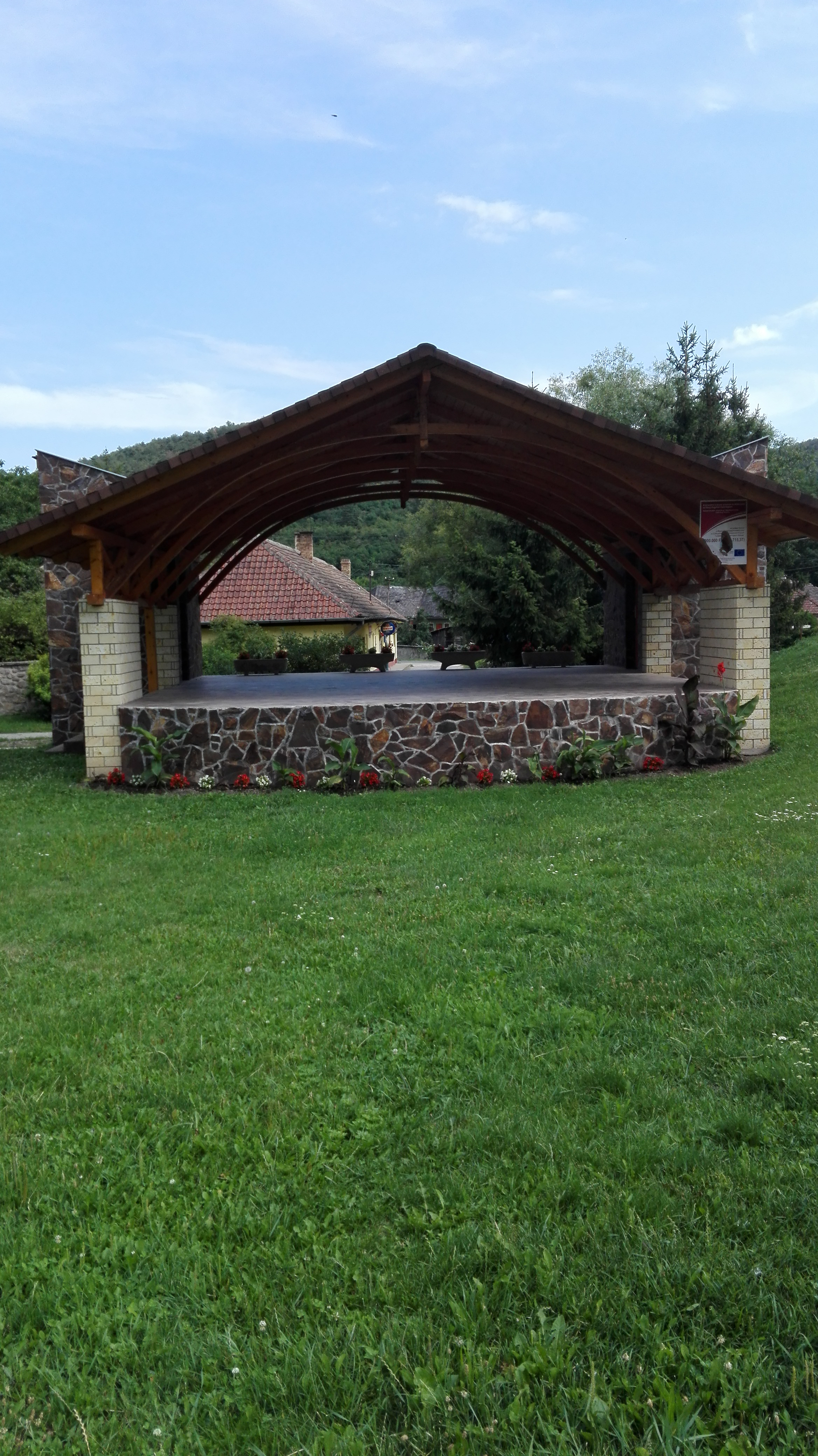
Szabadtéri színpad a faluközpontban